# Efecto Coandă
El efecto Coandă es un fenómeno físico en el cual una corriente de fluido —gaseosa o líquida— tiende a ser atraída por una superficie vecina a su trayectoria. El término fue acuñado por Albert Metral en honor al ingeniero aeronáutico rumano Henri Coandă, quien descubrió el efecto en su prototipo de avión de reacción alrededor del año 1910. Fue documentado explícitamente en dos patentes publicadas en 1936.

## Descubrimiento
Una descripción previa de este fenómeno fue aportada por Thomas Young en una conferencia dada en la Royal Society en 1800:

La presión lateral que empuja la llama de una vela hacia el chorro de aire de un soplete es, probablemente, muy similar a la presión que facilita la inflexión de la corriente de aire cerca de un obstáculo. Si se observa el hoyo que crea una corriente delgada de aire en la superficie del agua, al colocar un objeto convexo en contacto con el lado de la corriente, en el lugar del hoyo se mostrará inmediatamente que la corriente se desvía hacia el objeto; y si el objeto es libre para moverse en todas direcciones, será impulsado hacia la corriente… 

Unos cien años más tarde, el efecto Coandă fue descubierto en 1910 por Henri Coandă (1885-1972), que se interesó en el fenómeno después de haber destruido un prototipo de aeroplano desarrollado por él (Coandă-1910).
Tras observar como las llamas y los gases quemados que salían de los motores se aproximaban al fuselaje, Coandă notó que un fluido tiende a seguir el contorno de la superficie sobre la que incide, si la curvatura de la misma, o el ángulo de incidencia del fluido con la superficie, no son demasiado acentuados.

## Primera aproximación
Una buena manera de explicar en qué consiste el efecto Coandă es con un ejemplo: supóngase una superficie curva, por ejemplo un cilindro, tal como se muestra en la ilustración de la derecha. Si sobre él se vierte algo sólido (arroz, por ejemplo) rebotará. El cilindro, por el principio de acción-reacción, tenderá a ir a la izquierda, esto se puede ver en la primera parte de la ilustración. Si se repite este experimento con un líquido, debido a su viscosidad, tenderá a "pegarse" a la superficie curva. En este caso, el fluido será atraído hacia el cilindro. Si nos imaginamos que el líquido está formado por miles de capas de agua, las capas que tocan al cilindro se pegarán; las capas contiguas, por el rozamiento, se pegarán a ésta y se desviarán un poco; las siguientes capas, igualmente, se desviarán algo más.

## Mecanismo

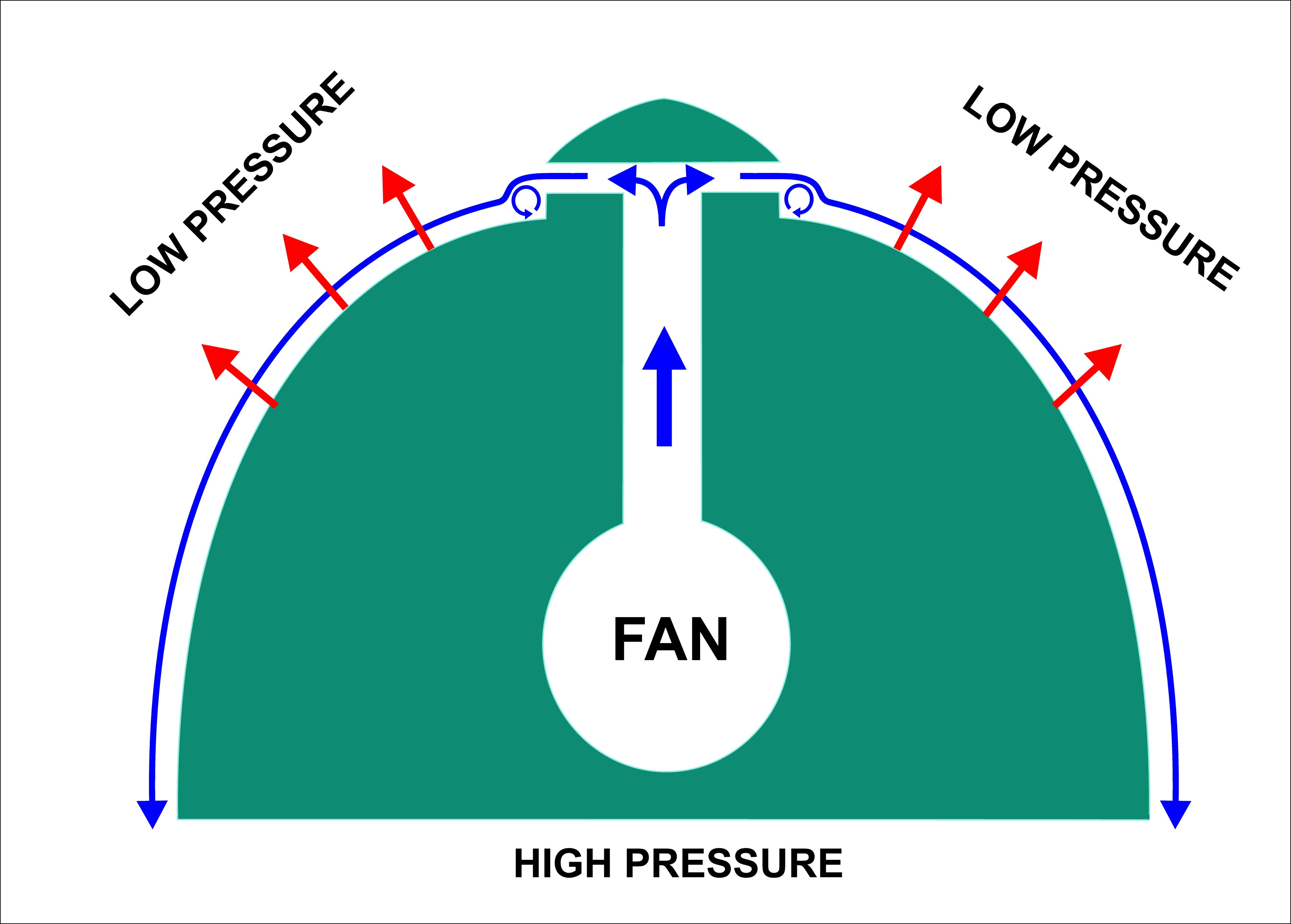
Diagrama de un motor genérico que aprovecha el efecto Coandă para generar sustentación (o movimiento si se inclina 90º). El motor tiene una forma parecida a la de un cuenco invertido, con el fluido siendo expulsado horizontalmente desde una ranura circular cerca de la parte superior del cuenco. Un pequeño escalón en el borde inferior de la ranura asegura que se cree un vórtice de baja presión justo debajo del punto donde el fluido sale de la ranura (ver Diagrama 5). A partir de ahí, el efecto Coandă hace que la lámina de fluido se adhiera a la superficie exterior curva del motor. La entrada de aire del ambiente al flujo que circula sobre el cuenco provoca una zona de baja presión sobre este (Diagramas 1-5). Esto, junto a la presión ambiente (Alta presión o "high pressure" en el esquema) crea sustentación.

Un chorro de aire arrastra moléculas de su alrededor, creando un "tubo" o "manguito" de baja presión alrededor del chorro (ver Diagrama 1). Las fuerzas resultantes de este tubo de baja presión compensan cualquier flujo inestable perpendicular, lo que estabiliza el chorro en una línea recta. Sin embargo, si se coloca una superficie sólida cerca paralela al chorro (ver Diagrama 2), el arrastre de aire entre la superficie sólida y el chorro provoca una reducción en la presión en ese lado, desviando el chorro en el proceso (ver Diagrama 3). Con superficies curvas, el chorro se desvía más (ver Diagrama 4), porque cada cambio infinitesimal en la dirección de la superficie produce los efectos descritos para la flexión inicial del chorro hacia la superficie, incrementando la adherencia del chorro.
Si la superficie no es perfectamente curva, el chorro, bajo las circunstancias adecuadas, puede adherirse a la superficie incluso tras rotar 180° y así ir en la dirección opuesta a la inicial. Las fuerzas que causan estos cambios en la dirección generan una fuerza igual y opuesta en la superficie por la que fluye el chorro. Estas fuerzas inducidas por el efecto Coandă se pueden aprovechar para generar sustentación u otros tipos de movimiento, dependiendo de la orientación del chorro y de la superficie a la que se adhiere. Si ponemos un pequeño "labio" donde comienza el chorro (ver Diagrama 5), se produce un vórtice de baja presión detrás del labio, aumentando la desviación del chorro hacia la superficie.
El efecto Coandă se puede inducir en cualquier fluido, tanto líquido como gaseoso.

## Aplicaciones

### Aviación
El efecto Coandă tiene aplicaciones en varios dispositivos hipersustentadores en aviación, donde el aire sobre el ala puede ser "enviado" hacia el suelo gracias a los flaps, de manera que el chorro de aire recorre la superficie curvada de la parte superior del ala. La flexión del flujo se traduce en sustentación. El flujo de un motor a reacción montado dentro de una góndola sobre el ala produce un incremento en la sustentación al incrementar drásticamente el gradiente de velocidad del flujo cortante de la capa límite. En este gradiente de velocidad, algunas partículas se escapan de la superficie al bajar la presión en esa zona. John Frost de Avro Canada investigó este efecto, llegando a diseñar una serie de aviones con ciertas similitudes a los hovercraft, en los cuales el aire sale de un anillo que rodea la aeronave y que es dirigido hacia otro anillo que actúa de flap.

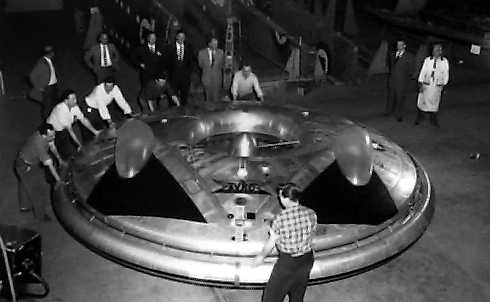
El primer Avrocar en la fábrica de Avro Canada en 1958.

Estos estudios culminaron con el desarrollo del Avro Canada VZ-9 Avrocar, que fue una aeronave canadiense de despegue y aterrizaje vertical (VTOL) construida por Avro Aircraft Ltd. como parte de un proyecto militar secreto de los Estados Unidos, que se llevó a cabo en los primeros años de la Guerra Fría. El Avrocar usaba el efecto Coandă para crear sustentación a partir de un solo "turborotor" que sopla aire al borde de la aeronave para proveerla de aptitudes VTOL. En el aire, hubiera tenido un aspecto muy parecido a los platillos volantes. Se construyeron dos prototipos como "prueba de concepto" con la idea de crear un caza más avanzado para la Fuerza Aérea de los Estados Unidos y también como equipamiento aéreo táctico para el Ejército de los Estados Unidos.
El Proyecto 1794, que era el nombre en clave designado al proyecto, tenía como objetivo alcanzar velocidades de Mach 3 y Mach 4. Los documentos se mantuvieron clasificados hasta el año 2012.
El efecto también fue implementado en el proyecto del Transporte Medio STOL Avanzado (Advanced Medium STOL Transport, AMST) del Ejército de los Estados Unidos. 
Muchos aviones utilizan este efecto, sobre todo el Boeing YC-14 (el primer avión moderno que implementa el efecto Coandă), el Avión STOL de investigación de ala aumentada con flaps soplados de la NASA, o el avión Asuka del Laboratorio Nacional Aerospacial de Japón (National Aerospace Laboratory of Japan, NAL). La manera de aprovechar el efecto consiste en montar motores tipo turbofán encima de las alas para aportarles aire a alta velocidad incluso cuando vuelan a bajas velocidades.
Sin embargo, solo existe una aeronave que haya entrado en producción en serie y que aproveche este efecto, el Antonov An-72 "Coaler". El Shin Meiwa US-1A usa un sistema similar, redirige el chorro de sus cuatro motores de hélice sobre el ala para generar sustentación de baja velocidad. Además, incorpora un quinto motor dentro de la sección central del ala para proporcionar de aire a los flaps soplados. Estos dos sistemas, en conjunto, proporcionan a esta aeronave de grandes capacidades en despegues y aterrizajes cortos (STOL).

Un motor Coandă (elementos 3,6–8) reemplaza el rotor de cola en un helicóptero de tipo NOTAR. 1 Toma de aire. 2 Ventilador de paso variable. 3 Larguero de cola con aberturas Coandă. 4 Estabilizadores verticales. 5 Chorro impulsor. 6 Deflexión descendente. 7 Sección del larguero de cola, efecto Coandă. 8 Empuje antipar.

Esquema del Blackburn Buccaneer. Las ranuras sopladas en los principales bordes del ala, cola y flaps/alerones están resaltados. Estos elementos aerodinámicos contribuyen al efecto Coandă sobre el ala.

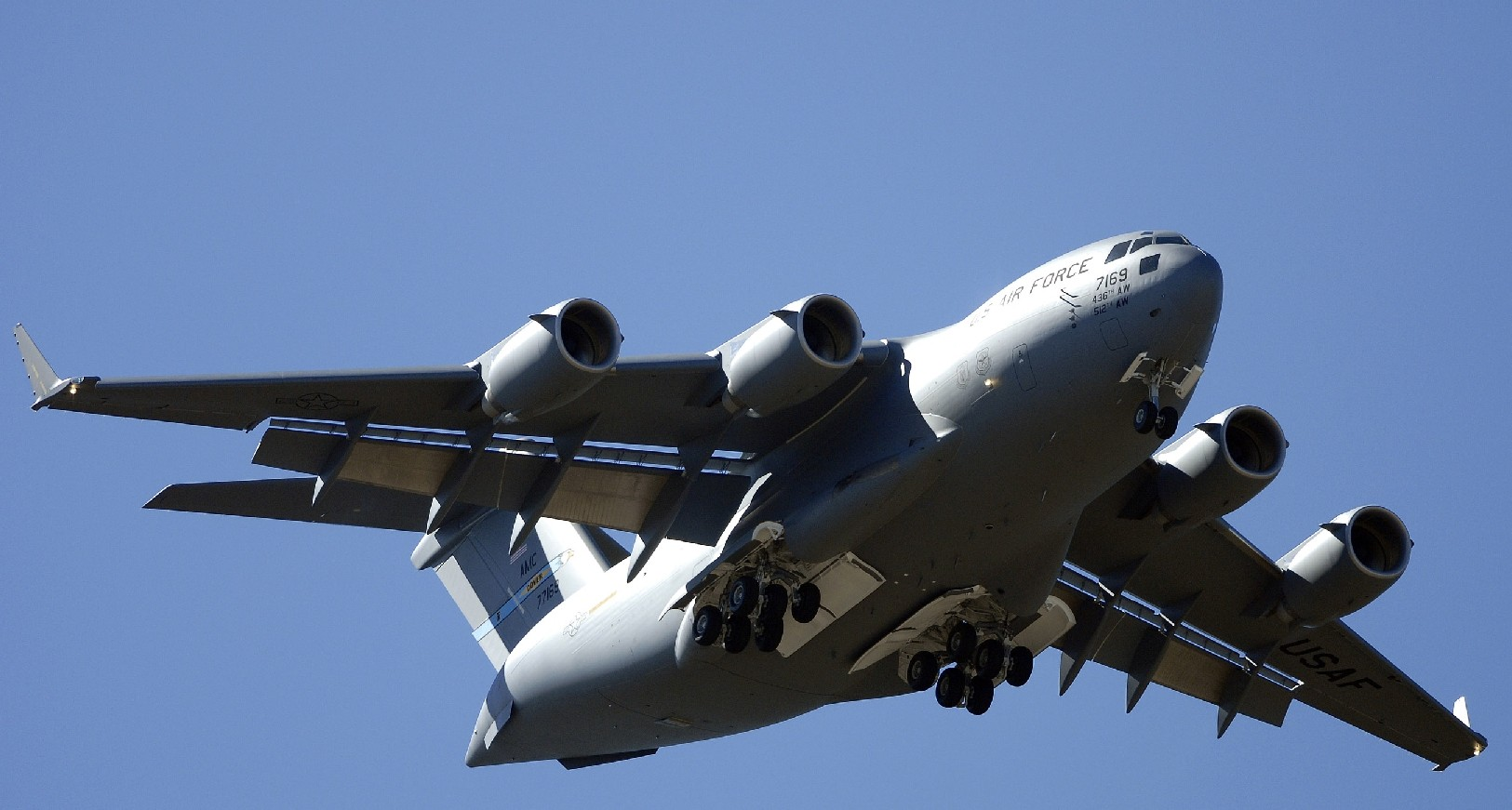
El C-17 Globemaster III tiene flaps soplados externos con parte del chorro del motor pasando a través de las ranuras de los flaps para que sea desviado sobre las superficies superiores por el efecto Coandă.

El avión experimental McDonnell Douglas YC-15 y su versión de producción, el Boeing C-17 Globemaster III, también emplean el mismo efecto. Los helicópteros de tipo NOTAR reemplazan el rotor de cola convencional por una cola de efecto Coandă (diagrama de la izquierda).

### Acondicionamiento de aire
En los sistemas de aire acondicionado, el efecto Coandă sirve para incrementar el chorro en los sistemas montados en el techo. Como el efecto Coandă produce que el aire que sale del difusor se "pegue" al techo, el aire llega más lejos. Esto provoca que la velocidad de los ventiladores pueda ser menor, lo que reduce el ruido y, en el caso de los sistemas de volumen de aire variable (VAV), mayores relaciones de ajuste (turndown ratio). Los difusores que tienen una mayor longitud de contacto con el techo experimentan un mayor efecto Coandă.

### Atención médica
En cardiología, el efecto Coandă se encarga de separar la sangre en la aurícula derecha del feto. También explica por qué los flujos excéntricos producidos en la insuficiencia mitral se atraen y dispersan a lo largo de las superficies de la pared auricular izquierda adyacente (se pueden ver como flujos que "abrazan" la pared en los ecocardiogramas). Esto es clínicamente relevante porque el área visual (y, por tanto, la severidad) de estos flujos que "abrazan" la pared son normalmente subestimados comparados con los flujos centrales, que son más fáciles de apreciar. En estos casos, es preferible usar métodos volumétricos para cuantificar la severidad de la insuficiencia mitral. 
El efecto Coandă también es usado en los aparatos de ventilación asistida.

### Meteorología
En meteorología, la teoría del efecto Coandă se ha aplicado a algunas corrientes de viento que atraviesan cordilleras como los Montes Cárpatos y los Alpes de Transilvania, donde sus efectos en la agricultura y la vegetación han sido demostrados. También tiene influencia en el Valle del Ródano en Francia y cerca del Big Delta en Alaska.

### Automovilismo
En la Fórmula 1, el efecto Coandă ha sido utilizado por varios equipos como McLaren, Sauber, Ferrari o Lotus, después de que fuera introducido por Adrian Newey (Red Bull Racing) en 2011, ayudando a redirigir los gases de escape a través del difusor trasero con la intención de crear mayor efecto suelo en la parte trasera del coche.
Debido a un cambio de normativa realizado por la FIA al inicio de la temporada 2014 de Fórmula 1, esta práctica fue prohibida al introducir una nueva norma por la cual, el tubo de escape no debe tener ninguna parte de la carrocería alrededor con la intención de crear algún efecto aerodinámico.

### Otros usos
En la lógica de fluidos, el efecto Coandă se ha usado para crear multivibradores biestables, donde el flujo de trabajo (aire comprimido) se adhería a una pared curva y los haces de control podían cambiar el flujo entre las paredes.
Así mismo, el efecto Coandă también se usa para mezclar dos fluidos.